# Forest Lake (Minnesota)
Forest Lake è una città nella contea di Washington, Minnesota, Stati Uniti d'America.

## Geografia fisica
Forest Lake si trova tra le linee nord-sud formate da Lione Street NE e Keystone Avenue North, e le linee est-ovest formate da 240 Street North e 180th Street North. Altre vie principali includono County Road 2-Broadway Avenue.
Secondo lo United States Census Bureau, la città ha un'area totale di 35,54 miglia quadrate (92,05 km²), di cui 30,56 miglia quadrate (79,15 km²) di terre emerse e 4,98 miglia quadrate (12,90 km²) di superficie lacustre.

## Storia
Forest Lake in origine era una fermata per St. Paul e Duluth Railroad. Il primo treno raggiunse Forest Lake il 23 dicembre 1868. Il lago è stato chiamato così per il legno abbondante presente nelle sue rive. La città di Forest Lake è stata costituita l'11 luglio 1893 con 175 residenti. La prima scuola, che si trovava nella posizione attuale del municipio, è stata costruita nello stesso anno.
Forest Lake era conosciuta come una delle principali zone di villeggiatura estiva del Midwest superiore tra l'Ottocento e l'inizio del Novecento. La città aveva numerosi alberghi, tra cui il Marsh Hotel, sulla North Shore Drive, che ha ospitato il presidente americano Grover Cleveland e il futuro presidente degli Stati Uniti William McKinley. Il piroscafo Germania ha navigato la catena di laghi di Forest Lake nel tardo 1800, costituendo un'attrazione turistica.

## Pesca
Forest Lake ha una elevata popolazione di lucci, persico trota, walleye, e molti pesci pan (blugill, crappie, e pesce persico). La città ospita un torneo di pesca nel ghiaccio annuale conosciuto come Fishapalooza.

## Media
Il primo giornale, l'Enterprise, è stato stampato nel 1903. Ha cambiato titolo nel 1907 diventando The Forest Lake Advertiser e poi La Forest Lake Times, nel 1916 fino ad oggi. Il Forest Lake Lowdown è un altro giornale locale.

## Società

### Evoluzione demografica
Secondo il censimento del 2010, c'erano 18 375 persone e 5 044 famiglie che risiedevano nella città. La densità di popolazione era di 601,3 abitanti per miglio quadrato (232,2 ab./km²). La maggioranza della popolazione era di etnia bianca (94,7%), seguita dai latino-ispanici col 2,3%, dagli afroamericani col 1,1% ed altri.

## Amministrazione
Forest Lake si trova nel 6 ° distretto congressuale del Minnesota.

## Istruzione
L'area scolastica di Forest Lake comprende 9 scuole elementari, 2 scuole medie e 1 liceo oltre ad un distretto autonomo, la North Lakes Academy.